# Pietro Redondi
Pietro Redondi (Milán, 1950) es un historiador italiano, formado en Francia (leyó su tesis parisina en 1978), que destacó en 1983 por sus indagaciones archivísticas sobre Galileo. Ha trabajado básicamente en Francia; pero hoy es profesor ordinario de la Università degli Studi de Milán, y se dedica a Historia de la ciencia y la tecnología entre los siglos XVI y XIX,

## Trayectoria
Tras su formación universitaria, Pietro Redondi se doctoró, en 1978, en Historia de la ciencia, en la "École des Hautes études en sciences sociales" (EHESS), de París. Permaneció diez años en la capital francesa como investigador del Centre national de la recherche scientifique (CNRS), ligado al "Centre Alexandre Koyré", 1981-1992.
A continuación, publicado ya su gran libro, fue profesor invitado al "Institute for Advanced Study", de Princeton, N. J., en 1983, en la "School of Historical Studies".
En el período 1985-1990 fue director adjunto del "Centre Alexandre Koyré", de París, en el que se había formado. Decidió regresar a Italia, y entre 1992-2003 fue profesor asociado y, después, ordinario de Historia de la ciencia en la Universidad de Bolonia. En 2003 estuvo de nuevo en París, como director de estudios invitado por la EHESS.
Hoy es profesor en Milán; en 2008 fue responsable de investigación sobre la "Nascita di una comunità poliscientifica. Luoghi, attori e ideali di un secolo di cultura scientifica a Milano, 1863-1963". Pero de continuo regresa a París, algunos meses, así en 2012, al Conservatoire national des arts et métiers,
Fundó y encabezó el consejo de redacción, entre 1983-1993, de la revista History and Technology, Harwood Acad., publicada en Londres, Zúrich y París.
Redondi tiene cuatro hijos: un niño y tres niñas (dos son gemelas).

## Galileo herético
Pietro Redondi, como investigador italiano ligado a Francia, trabajaba en los archivos secretos del Vaticano, y descubrió, en década de 1980, un notable documento que aclaraba una causa importante del proceso a Galileo Galilei. Dedujo de él que Galileo no fue atacado porque su pensamiento astronómico fuese contrario a las sagradas escrituras, sino porque su cercanía al atomismo (que arraigó en el siglo XVII) y sus comentarios sobre la corrupción de la materia ponían en peligro los dogmas católicos y en particular negaban la validez de la eucaristía, pues hacía dudosa la transubstanciación que introdujo el concilio tridentino.
Publicó esta investigación galileana en sufamoso libro, Galileo eretico, en 1983, que fue traducido inmediatamente a varias lenguas: al español como Galileo herético, vertido por Antonio Beltrán Marí; al francés, como Galilée hérétique; y al inglés como Galileo: Heretic.
Redondi agradece en su libro sobre todo las enseñanzas de Alexandre Koyré, Lucien Febvre, Lynn Thorndike y Delio Cantimori, fundamentales para su formación.
Con este libro, Redondi remueve los campos tanto de la celebración laica de Galileo, santificado en la época positivista, como de los actuales intentos de rehabilitación llevados a cabo por la autoridad pontificia. Con una reconstrucción rigurosa, el autor demuestra que Galileo fue condenado por la Iglesia por motivos ajenos a Copérnico, a la exégesis bíblica, y a los abusos de poder papales. En la edición italiana de 2004, se añadió un ensayo de puesta al día, con veinte años de indagación tras la aparición del libro, y también gracias a la apertura de los archivos del ex-Santo Oficio.

## Obra fundamental
- Epistemologia e storia della scienza. Le svolte teoriche da Duhem a Bachelard, 1978[7]
- Galileo eretico, Turín, Einaudi, 1983; Galileo herético, Madrid, Alianza, 1990, ISBN 978-84-206-2640-6[8][9][10][11][12]
- Storie del tempo, Roma, Laterza, 2007; Historias del tiempo, Madrid, Gredos, 2010 ISBN 978-84-249-0380-0